# 富士ホーム劇場
『富士ホーム劇場』（ふじホームげきじょう）は、1960年11月6日から1961年6月18日までフジテレビが編成していたテレビドラマ放送枠である。富士電機の一社提供。編成時間は毎週日曜 19:30 - 20:00 （日本標準時）。

## 放送作品
- つづり方兄妹
- にあんちゃん
- ともしび
- 根っこ物語
- どろんこ天国
- つづり方教室
- 青い雲
- 口なし煙突
- おじいちゃん
- お手紙
- 私の家族
- じい
- おとうさんは駐在所のおまわりさん
- ぼくのお父ちゃん